# Cris MJ
Christopher Andrés Álvarez García (La Serena, Coquimbo; 16 de septiembre de 2001), conocido artísticamente como Cris MJ, es un cantante y compositor chileno. Consiguió reconocimiento internacional en 2022 tras el éxito de su canción «Una noche en Medellín» y en 2024 por la canción «Gata Only» junto a FloyyMenor. 

## Biografía
Nació en La Serena, Chile el 16 de septiembre de 2001. Comenzó en la música en enero del año 2020, y a partir del mismo año, lanzó varios sencillos y colaboraciones con otros exponentes de la música urbana chilena y latinoamericana. En 2021, anunció su álbum de estudio, además lanzó canciones como «Locura y maldad», «De ti soy adicto», «Te fuiste con otro», y «Los Malvekes» en colaboración de Marcianeke y Simón la Letra, siendo ésta su primera canción en alcanzar más de 100 millones de reproducciones en Spotify.
El 20 de enero de 2022, lanzó el sencillo «Una noche en Medellín», el cual logró una importante popularidad, destacando entre los cantantes más relevantes de Chile con lo qué gracias a esto la canción se elevó en lo alto de varias listas de popularidad internacional, superando así a Harry Nach y Paloma Mami. En febrero del mismo año, participó en el Summer Fest 2022, en el cual fue el único artista chileno en participar en dicho evento. En marzo, inició su primera gira Internacional con presentaciones en México y otros países. En el año 2021 tenía prometido viajes a otros países pero no se pudo, por lanzar otras canciones ese mismo año, haciendo que fuera a principios del año 2022.
En abril de 2022, lanzó la canción «Yo no me olvido» en colaboración de Gotay El Autentiko, también participó en la canciones «Sextime» con Polimá Westcoast y Young Cister, junto al productor Magic en el beat y Dresartz, además de «Me arrepentí» con Ak4:20 y Pailita, logrando récord de reproducciones entre los cantantes chilenos en Youtube y en Spotify.
A finales de 2022, lanzó “Marisola Remix” ft. Standly, Duki & Nicki Nicole, canción que alcanzó más de 300 millones de reproducciones en Spotify.
El 9 de noviembre de 2023, lanza su segundo álbum de estudio, Partyson. Contiene 17 canciones e incluye como artistas invitados a Dei V, Luar la L, Hades66, Pablo Chill-E y Yan Block. Destacando canciones como "Daytona", "Ponte bonita", "Diabólica" junto a Dei V, "No ando weando", "333" junto a Yan Block, "La noche está" y "Partyson".
El 2 de febrero de 2024, junto al cantante chileno FloyyMenor lanzaron la canción «Gata Only», que logró popularidad en países como Alemania, Argentina, Austria, Colombia, España, Estados Unidos, Italia, México, Suiza, entre otros, y logró llegar al top 10 de canciones más reproducidas a nivel global en Spotify el 3 de marzo, y al Billboard Hot 100 el 30 de marzo. 
Luego del gran exito de "Gata Only", Cris MJ conseguiría mucha popularidad, sacando canciones como "Qué hay amor", "Quickie", "Si no es contigo", apareciendo en el álbum de Dei V "¿Quién es Dei V?", en la canción "Rápido", "Percosex" con Yung Beef, "No ponga excusas", la cual tiene un sample de la canción "In for it" de Tory Lanez, "Pensamos rápido" junto a Panda Black, "Tuss" con Bryant Myers, "Que le de" con Nes, apareciendo también en el álbum de Pailita en "No cooperamos", junto a Jordan 23 y Galee Galee.
Cris MJ lanzó un 12 de septiembre de 2024 un EP llamado "MJ" junto al cantante chileno FloyyMenor, el EP contiene 2 canciones, "Déjame pensar" producida por Panda Black, y "Después de la 1" producida por LOUKI. Ambas canciones lograron popularidad en TikTok, sobre todo "Después de la 1", ya que se había filtrado una parte de la canción semanas antes de que el EP saliera.
El 23 de mayo de 2024, Cris MJ lanzó la canción "Si no es contigo", la cual consiguió gran popularidad en TikTok y en varios países, la canción tuvo un remix junto a Kali Uchis y Jhayco, lanzado un 17 de octubre de 2024.
Cris MJ finalizo el 2024 con la canción "7 trompetas", lanzada un 19 de diciembre y producida por Nes, y anunciando su próximo álbum llamado "Apocalipsis", el cual saldrá en junio de 2025.

## Discografía

### Álbumes de estudio
- 2022: Welcome To My World
- 2023: Partyson
- 2025: Apocalipsis

### Sencillos como artista principal
| Título                                                                                   | Año  | Posicionamiento en listas | Posicionamiento en listas | Posicionamiento en listas | Posicionamiento en listas | Posicionamiento en listas | Posicionamiento en listas | Posicionamiento en listas | Certificaciones                | Álbum             |
| Título                                                                                   | Año  | CHI                       | ARG                       | BOL                       | COL                       | ECU                       | MEX                       | PER                       | Certificaciones                | Álbum             |
| ---------------------------------------------------------------------------------------- | ---- | ------------------------- | ------------------------- | ------------------------- | ------------------------- | ------------------------- | ------------------------- | ------------------------- | ------------------------------ | ----------------- |
| «Codeina pelco c»                                                                        | 2020 | —                         | —                         | —                         | —                         | —                         | —                         | —                         |                                | Canción sin álbum |
| «No voy a morir menor»                                                                   | 2020 | —                         | —                         | —                         | —                         | —                         | —                         | —                         |                                | Canción sin álbum |
| «Arriba del mercedes»                                                                    | 2020 | —                         | —                         | —                         | —                         | —                         | —                         | —                         |                                | Canción sin álbum |
| «Dime má (con Tobal)»                                                                    | 2020 | —                         | —                         | —                         | —                         | —                         | —                         | —                         |                                | Canción sin álbum |
| «Soy un bandido»                                                                         | 2020 | —                         | —                         | —                         | —                         | —                         | —                         | —                         |                                | Canción sin álbum |
| «Nada va a pasar»                                                                        | 2020 | —                         | —                         | —                         | —                         | —                         | —                         | —                         |                                | Canción sin álbum |
| «20/20»                                                                                  | 2020 | —                         | —                         | —                         | —                         | —                         | —                         | —                         |                                | Canción sin álbum |
| «Como tu ninguna»                                                                        | 2020 | 99                        | —                         | —                         | —                         | —                         | —                         | —                         |                                | Canción sin álbum |
| «En la calle dicen (con Black Boy)»                                                      | 2020 | —                         | —                         | —                         | —                         | —                         | —                         | —                         |                                | Canción sin álbum |
| «Andamos bendecidos (con Carlitos Fresh)»                                                | 2020 | —                         | —                         | —                         | —                         | —                         | —                         | —                         |                                | Canción sin álbum |
| «Vamos pa la disco (con El Barto, Pablito Pesadilla)»                                    | 2020 | —                         | —                         | —                         | —                         | —                         | —                         | —                         |                                | Canción sin álbum |
| «Toy con la bendición (con Galee Galee)»                                                 | 2021 | —                         | —                         | —                         | —                         | —                         | —                         | —                         |                                | Canción sin álbum |
| «Nunca voy a olvidarme»                                                                  | 2021 | —                         | —                         | —                         | —                         | —                         | —                         | —                         |                                | Canción sin álbum |
| «Ella hace su lana»                                                                      | 2021 | —                         | —                         | —                         | —                         | —                         | —                         | —                         |                                | Canción sin álbum |
| «Si mañana caigo preso»                                                                  | 2021 | —                         | —                         | —                         | —                         | —                         | —                         | —                         |                                | Canción sin álbum |
| «Te fuiste con otro (con Marcianeke)»                                                    | 2021 | 97                        | —                         | —                         | —                         | —                         | —                         | —                         |                                | Canción sin álbum |
| «Que viva el money»                                                                      | 2021 | —                         | —                         | —                         | —                         | —                         | —                         | —                         |                                | Canción sin álbum |
| «Bendiciones»                                                                            | 2021 | —                         | —                         | —                         | —                         | —                         | —                         | —                         |                                | Canción sin álbum |
| «Como lo soñamos»                                                                        | 2021 | —                         | —                         | —                         | —                         | —                         | —                         | —                         |                                | Canción sin álbum |
| «Los malvekes (con Marcianeke, Simón La Letra)»                                          | 2021 | 1                         | —                         | —                         | —                         | —                         | —                         | —                         | - IFPI: 2× Platino             | Canción sin álbum |
| «Locura y maldad»                                                                        | 2021 | 30                        | —                         | —                         | —                         | —                         | —                         | —                         |                                | Canción sin álbum |
| «Bichiyal (con Marcianeke)»                                                              | 2021 | 35                        | —                         | —                         | —                         | —                         | —                         | —                         |                                | Canción sin álbum |
| «Booty booty»                                                                            | 2021 | 65                        | —                         | —                         | —                         | —                         | —                         | —                         |                                | Canción sin álbum |
| «Una noche en Medellín»                                                                  | 2022 | 1                         | 24                        | 6                         | 13                        | 4                         | 9                         | 6                         | - IFPI: 2× Platino - FIMI: Oro | Canción sin álbum |
| «Cómo te va»                                                                             | 2022 | 13                        | —                         | —                         | —                         | —                         | —                         | —                         | —                              | Canción sin álbum |
| "—" significa que la canción no fue lanzada en ese territorio o no apareció en la lista. |      |                           |                           |                           |                           |                           |                           |                           |                                |                   |

### Sencillos como artista invitado
| Título                                                                                   | Año  | Posicionamiento en listas | Posicionamiento en listas | Posicionamiento en listas | Posicionamiento en listas | Certificaciones | Álbum             |
| Título                                                                                   | Año  | CHI                       | ARG                       | ESP                       | MEX                       | Certificaciones | Álbum             |
| ---------------------------------------------------------------------------------------- | ---- | ------------------------- | ------------------------- | ------------------------- | ------------------------- | --------------- | ----------------- |
| «Tussi code mari (con Marcianeke)»                                                       | 2021 | 19                        | —                         | —                         | —                         |                 | Canción sin álbum |
| «Tu te fuiste (con Germanini, Simon La Letra, El Bai, Balbi el Chamako)»                 | 2021 | —                         | —                         | —                         | —                         |                 | Canción sin álbum |
| «Agradezco (con Arte Elegante, RDO, Carlitos Junior, Pipe ElCertero, El Bai)»            | 2021 | —                         | —                         | —                         | —                         |                 | Canción sin álbum |
| «Ta' soltera (con El Jordan 23)»                                                         | 2021 | —                         | —                         | —                         | —                         |                 | Canción sin álbum |
| «Dime tú (con Pailita)»                                                                  | 2022 | 2                         | —                         | —                         | —                         |                 | Canción sin álbum |
| «A perriarla (con Galee Galee, Pailita)»                                                 | 2022 | —                         | —                         | —                         | —                         |                 | Canción sin álbum |
| «Party (con Neutro Shorty)»                                                              | 2022 | —                         | —                         | —                         | —                         |                 | Canción sin álbum |
| «Me arrepentí (con Ak4:20 y Pailita)»                                                    | 2022 | 1                         | —                         | —                         | —                         |                 | Canción sin álbum |
| «Sextime (con Polimá Westcoast y Young Cister)»                                          | 2022 | 9                         | —                         | —                         | —                         |                 | Canción sin álbum |
| «Gata Only» (con FloyyMenor)                                                             | 2024 | 1                         | 1                         | 3                         | 6                         |                 | Canción sin álbum |
| "—" significa que la canción no fue lanzada en ese territorio o no apareció en la lista. |      |                           |                           |                           |                           |                 |                   |

## Premios y nominaciones
| Ceremonia de entrega de premios | Año  | Obra(s) nominada(s)        | Categoría                         | Resultado | Ref.   |
| ------------------------------- | ---- | -------------------------- | --------------------------------- | --------- | ------ |
| Premios MTV MIAW                | 2024 | Gata Only (con FloyyMenor) | Himno viral                       | Nominado  | [ 22 ] |
| Premios MTV MIAW                | 2024 | Gata Only (con FloyyMenor) | Bellaqueo supremo                 | Nominado  | [ 22 ] |
| Billboard Latin Music Awards    | 2024 | Gata Only (con FloyyMenor) | Global 200 canción latina del año | Ganador   |        |
| Tiktok Awards                   | 2025 | Gata Only (con FloyyMenor) | Canción del año                   | Nominado  |        |